# 1475
Portal Geschichte | Portal Biografien | Aktuelle Ereignisse | Jahreskalender | Tagesartikel

◄ |
14. Jahrhundert |
15. Jahrhundert
| 16. Jahrhundert | ►

◄ |
1440er |
1450er |
1460er |
1470er
| 1480er | 1490er | 1500er | ►

◄◄ |
◄ |
1471 |
1472 |
1473 |
1474 |
1475
| 1476 | 1477 | 1478 | 1479 | ► | ►►
Staatsoberhäupter  · Nekrolog
| Januar | Januar | Januar | Januar | Januar | Januar | Januar | Januar |
| Kw     | Mo     | Di     | Mi     | Do     | Fr     | Sa     | So     |
| ------ | ------ | ------ | ------ | ------ | ------ | ------ | ------ |
| 52     |        |        |        |        |        |        | 1      |
| 1      | 2      | 3      | 4      | 5      | 6      | 7      | 8      |
| 2      | 9      | 10     | 11     | 12     | 13     | 14     | 15     |
| 3      | 16     | 17     | 18     | 19     | 20     | 21     | 22     |
| 4      | 23     | 24     | 25     | 26     | 27     | 28     | 29     |
| 5      | 30     | 31     |        |        |        |        |        |

| Februar | Februar | Februar | Februar | Februar | Februar | Februar | Februar |
| Kw      | Mo      | Di      | Mi      | Do      | Fr      | Sa      | So      |
| ------- | ------- | ------- | ------- | ------- | ------- | ------- | ------- |
| 5       |         |         | 1       | 2       | 3       | 4       | 5       |
| 6       | 6       | 7       | 8       | 9       | 10      | 11      | 12      |
| 7       | 13      | 14      | 15      | 16      | 17      | 18      | 19      |
| 8       | 20      | 21      | 22      | 23      | 24      | 25      | 26      |
| 9       | 27      | 28      |         |         |         |         |         |

| März | März | März | März | März | März | März | März |
| Kw   | Mo   | Di   | Mi   | Do   | Fr   | Sa   | So   |
| ---- | ---- | ---- | ---- | ---- | ---- | ---- | ---- |
| 9    |      |      | 1    | 2    | 3    | 4    | 5    |
| 10   | 6    | 7    | 8    | 9    | 10   | 11   | 12   |
| 11   | 13   | 14   | 15   | 16   | 17   | 18   | 19   |
| 12   | 20   | 21   | 22   | 23   | 24   | 25   | 26   |
| 13   | 27   | 28   | 29   | 30   | 31   |      |      |

| April | April | April | April | April | April | April | April |
| Kw    | Mo    | Di    | Mi    | Do    | Fr    | Sa    | So    |
| ----- | ----- | ----- | ----- | ----- | ----- | ----- | ----- |
| 13    |       |       |       |       |       | 1     | 2     |
| 14    | 3     | 4     | 5     | 6     | 7     | 8     | 9     |
| 15    | 10    | 11    | 12    | 13    | 14    | 15    | 16    |
| 16    | 17    | 18    | 19    | 20    | 21    | 22    | 23    |
| 17    | 24    | 25    | 26    | 27    | 28    | 29    | 30    |

| Mai | Mai | Mai | Mai | Mai | Mai | Mai | Mai |
| Kw  | Mo  | Di  | Mi  | Do  | Fr  | Sa  | So  |
| --- | --- | --- | --- | --- | --- | --- | --- |
| 18  | 1   | 2   | 3   | 4   | 5   | 6   | 7   |
| 19  | 8   | 9   | 10  | 11  | 12  | 13  | 14  |
| 20  | 15  | 16  | 17  | 18  | 19  | 20  | 21  |
| 21  | 22  | 23  | 24  | 25  | 26  | 27  | 28  |
| 22  | 29  | 30  | 31  |     |     |     |     |

| Juni | Juni | Juni | Juni | Juni | Juni | Juni | Juni |
| Kw   | Mo   | Di   | Mi   | Do   | Fr   | Sa   | So   |
| ---- | ---- | ---- | ---- | ---- | ---- | ---- | ---- |
| 22   |      |      |      | 1    | 2    | 3    | 4    |
| 23   | 5    | 6    | 7    | 8    | 9    | 10   | 11   |
| 24   | 12   | 13   | 14   | 15   | 16   | 17   | 18   |
| 25   | 19   | 20   | 21   | 22   | 23   | 24   | 25   |
| 26   | 26   | 27   | 28   | 29   | 30   |      |      |

| Juli | Juli | Juli | Juli | Juli | Juli | Juli | Juli |
| Kw   | Mo   | Di   | Mi   | Do   | Fr   | Sa   | So   |
| ---- | ---- | ---- | ---- | ---- | ---- | ---- | ---- |
| 26   |      |      |      |      |      | 1    | 2    |
| 27   | 3    | 4    | 5    | 6    | 7    | 8    | 9    |
| 28   | 10   | 11   | 12   | 13   | 14   | 15   | 16   |
| 29   | 17   | 18   | 19   | 20   | 21   | 22   | 23   |
| 30   | 24   | 25   | 26   | 27   | 28   | 29   | 30   |
| 31   | 31   |      |      |      |      |      |      |

| August | August | August | August | August | August | August | August |
| Kw     | Mo     | Di     | Mi     | Do     | Fr     | Sa     | So     |
| ------ | ------ | ------ | ------ | ------ | ------ | ------ | ------ |
| 31     |        | 1      | 2      | 3      | 4      | 5      | 6      |
| 32     | 7      | 8      | 9      | 10     | 11     | 12     | 13     |
| 33     | 14     | 15     | 16     | 17     | 18     | 19     | 20     |
| 34     | 21     | 22     | 23     | 24     | 25     | 26     | 27     |
| 35     | 28     | 29     | 30     | 31     |        |        |        |

| September | September | September | September | September | September | September | September |
| Kw        | Mo        | Di        | Mi        | Do        | Fr        | Sa        | So        |
| --------- | --------- | --------- | --------- | --------- | --------- | --------- | --------- |
| 35        |           |           |           |           | 1         | 2         | 3         |
| 36        | 4         | 5         | 6         | 7         | 8         | 9         | 10        |
| 37        | 11        | 12        | 13        | 14        | 15        | 16        | 17        |
| 38        | 18        | 19        | 20        | 21        | 22        | 23        | 24        |
| 39        | 25        | 26        | 27        | 28        | 29        | 30        |           |

| Oktober | Oktober | Oktober | Oktober | Oktober | Oktober | Oktober | Oktober |
| Kw      | Mo      | Di      | Mi      | Do      | Fr      | Sa      | So      |
| ------- | ------- | ------- | ------- | ------- | ------- | ------- | ------- |
| 39      |         |         |         |         |         |         | 1       |
| 40      | 2       | 3       | 4       | 5       | 6       | 7       | 8       |
| 41      | 9       | 10      | 11      | 12      | 13      | 14      | 15      |
| 42      | 16      | 17      | 18      | 19      | 20      | 21      | 22      |
| 43      | 23      | 24      | 25      | 26      | 27      | 28      | 29      |
| 44      | 30      | 31      |         |         |         |         |         |

| November | November | November | November | November | November | November | November |
| Kw       | Mo       | Di       | Mi       | Do       | Fr       | Sa       | So       |
| -------- | -------- | -------- | -------- | -------- | -------- | -------- | -------- |
| 44       |          |          | 1        | 2        | 3        | 4        | 5        |
| 45       | 6        | 7        | 8        | 9        | 10       | 11       | 12       |
| 46       | 13       | 14       | 15       | 16       | 17       | 18       | 19       |
| 47       | 20       | 21       | 22       | 23       | 24       | 25       | 26       |
| 48       | 27       | 28       | 29       | 30       |          |          |          |

| Dezember | Dezember | Dezember | Dezember | Dezember | Dezember | Dezember | Dezember |
| Kw       | Mo       | Di       | Mi       | Do       | Fr       | Sa       | So       |
| -------- | -------- | -------- | -------- | -------- | -------- | -------- | -------- |
| 48       |          |          |          |          | 1        | 2        | 3        |
| 49       | 4        | 5        | 6        | 7        | 8        | 9        | 10       |
| 50       | 11       | 12       | 13       | 14       | 15       | 16       | 17       |
| 51       | 18       | 19       | 20       | 21       | 22       | 23       | 24       |
| 52       | 25       | 26       | 27       | 28       | 29       | 30       | 31       |

| Januar | Januar | Januar | Januar | Januar | Januar | Januar | Januar |
| Kw     | Mo     | Di     | Mi     | Do     | Fr     | Sa     | So     |
| ------ | ------ | ------ | ------ | ------ | ------ | ------ | ------ |
| 52     |        |        |        |        |        |        | 1      |
| 1      | 2      | 3      | 4      | 5      | 6      | 7      | 8      |
| 2      | 9      | 10     | 11     | 12     | 13     | 14     | 15     |
| 3      | 16     | 17     | 18     | 19     | 20     | 21     | 22     |
| 4      | 23     | 24     | 25     | 26     | 27     | 28     | 29     |
| 5      | 30     | 31     |        |        |        |        |        |

| Februar | Februar | Februar | Februar | Februar | Februar | Februar | Februar |
| Kw      | Mo      | Di      | Mi      | Do      | Fr      | Sa      | So      |
| ------- | ------- | ------- | ------- | ------- | ------- | ------- | ------- |
| 5       |         |         | 1       | 2       | 3       | 4       | 5       |
| 6       | 6       | 7       | 8       | 9       | 10      | 11      | 12      |
| 7       | 13      | 14      | 15      | 16      | 17      | 18      | 19      |
| 8       | 20      | 21      | 22      | 23      | 24      | 25      | 26      |
| 9       | 27      | 28      |         |         |         |         |         |

| März | März | März | März | März | März | März | März |
| Kw   | Mo   | Di   | Mi   | Do   | Fr   | Sa   | So   |
| ---- | ---- | ---- | ---- | ---- | ---- | ---- | ---- |
| 9    |      |      | 1    | 2    | 3    | 4    | 5    |
| 10   | 6    | 7    | 8    | 9    | 10   | 11   | 12   |
| 11   | 13   | 14   | 15   | 16   | 17   | 18   | 19   |
| 12   | 20   | 21   | 22   | 23   | 24   | 25   | 26   |
| 13   | 27   | 28   | 29   | 30   | 31   |      |      |

| April | April | April | April | April | April | April | April |
| Kw    | Mo    | Di    | Mi    | Do    | Fr    | Sa    | So    |
| ----- | ----- | ----- | ----- | ----- | ----- | ----- | ----- |
| 13    |       |       |       |       |       | 1     | 2     |
| 14    | 3     | 4     | 5     | 6     | 7     | 8     | 9     |
| 15    | 10    | 11    | 12    | 13    | 14    | 15    | 16    |
| 16    | 17    | 18    | 19    | 20    | 21    | 22    | 23    |
| 17    | 24    | 25    | 26    | 27    | 28    | 29    | 30    |

| Mai | Mai | Mai | Mai | Mai | Mai | Mai | Mai |
| Kw  | Mo  | Di  | Mi  | Do  | Fr  | Sa  | So  |
| --- | --- | --- | --- | --- | --- | --- | --- |
| 18  | 1   | 2   | 3   | 4   | 5   | 6   | 7   |
| 19  | 8   | 9   | 10  | 11  | 12  | 13  | 14  |
| 20  | 15  | 16  | 17  | 18  | 19  | 20  | 21  |
| 21  | 22  | 23  | 24  | 25  | 26  | 27  | 28  |
| 22  | 29  | 30  | 31  |     |     |     |     |

| Juni | Juni | Juni | Juni | Juni | Juni | Juni | Juni |
| Kw   | Mo   | Di   | Mi   | Do   | Fr   | Sa   | So   |
| ---- | ---- | ---- | ---- | ---- | ---- | ---- | ---- |
| 22   |      |      |      | 1    | 2    | 3    | 4    |
| 23   | 5    | 6    | 7    | 8    | 9    | 10   | 11   |
| 24   | 12   | 13   | 14   | 15   | 16   | 17   | 18   |
| 25   | 19   | 20   | 21   | 22   | 23   | 24   | 25   |
| 26   | 26   | 27   | 28   | 29   | 30   |      |      |

| Juli | Juli | Juli | Juli | Juli | Juli | Juli | Juli |
| Kw   | Mo   | Di   | Mi   | Do   | Fr   | Sa   | So   |
| ---- | ---- | ---- | ---- | ---- | ---- | ---- | ---- |
| 26   |      |      |      |      |      | 1    | 2    |
| 27   | 3    | 4    | 5    | 6    | 7    | 8    | 9    |
| 28   | 10   | 11   | 12   | 13   | 14   | 15   | 16   |
| 29   | 17   | 18   | 19   | 20   | 21   | 22   | 23   |
| 30   | 24   | 25   | 26   | 27   | 28   | 29   | 30   |
| 31   | 31   |      |      |      |      |      |      |

| August | August | August | August | August | August | August | August |
| Kw     | Mo     | Di     | Mi     | Do     | Fr     | Sa     | So     |
| ------ | ------ | ------ | ------ | ------ | ------ | ------ | ------ |
| 31     |        | 1      | 2      | 3      | 4      | 5      | 6      |
| 32     | 7      | 8      | 9      | 10     | 11     | 12     | 13     |
| 33     | 14     | 15     | 16     | 17     | 18     | 19     | 20     |
| 34     | 21     | 22     | 23     | 24     | 25     | 26     | 27     |
| 35     | 28     | 29     | 30     | 31     |        |        |        |

| September | September | September | September | September | September | September | September |
| Kw        | Mo        | Di        | Mi        | Do        | Fr        | Sa        | So        |
| --------- | --------- | --------- | --------- | --------- | --------- | --------- | --------- |
| 35        |           |           |           |           | 1         | 2         | 3         |
| 36        | 4         | 5         | 6         | 7         | 8         | 9         | 10        |
| 37        | 11        | 12        | 13        | 14        | 15        | 16        | 17        |
| 38        | 18        | 19        | 20        | 21        | 22        | 23        | 24        |
| 39        | 25        | 26        | 27        | 28        | 29        | 30        |           |

| Oktober | Oktober | Oktober | Oktober | Oktober | Oktober | Oktober | Oktober |
| Kw      | Mo      | Di      | Mi      | Do      | Fr      | Sa      | So      |
| ------- | ------- | ------- | ------- | ------- | ------- | ------- | ------- |
| 39      |         |         |         |         |         |         | 1       |
| 40      | 2       | 3       | 4       | 5       | 6       | 7       | 8       |
| 41      | 9       | 10      | 11      | 12      | 13      | 14      | 15      |
| 42      | 16      | 17      | 18      | 19      | 20      | 21      | 22      |
| 43      | 23      | 24      | 25      | 26      | 27      | 28      | 29      |
| 44      | 30      | 31      |         |         |         |         |         |

| November | November | November | November | November | November | November | November |
| Kw       | Mo       | Di       | Mi       | Do       | Fr       | Sa       | So       |
| -------- | -------- | -------- | -------- | -------- | -------- | -------- | -------- |
| 44       |          |          | 1        | 2        | 3        | 4        | 5        |
| 45       | 6        | 7        | 8        | 9        | 10       | 11       | 12       |
| 46       | 13       | 14       | 15       | 16       | 17       | 18       | 19       |
| 47       | 20       | 21       | 22       | 23       | 24       | 25       | 26       |
| 48       | 27       | 28       | 29       | 30       |          |          |          |

| Dezember | Dezember | Dezember | Dezember | Dezember | Dezember | Dezember | Dezember |
| Kw       | Mo       | Di       | Mi       | Do       | Fr       | Sa       | So       |
| -------- | -------- | -------- | -------- | -------- | -------- | -------- | -------- |
| 48       |          |          |          |          | 1        | 2        | 3        |
| 49       | 4        | 5        | 6        | 7        | 8        | 9        | 10       |
| 50       | 11       | 12       | 13       | 14       | 15       | 16       | 17       |
| 51       | 18       | 19       | 20       | 21       | 22       | 23       | 24       |
| 52       | 25       | 26       | 27       | 28       | 29       | 30       | 31       |

## Ereignisse

### Politik und Weltgeschehen

#### Mittel- und Westeuropa

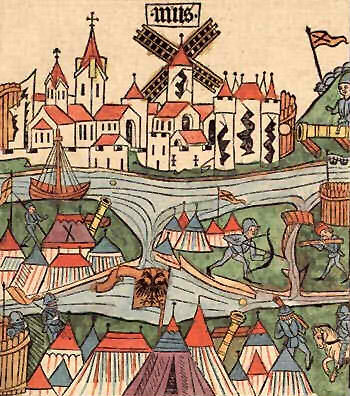
Die Belagerung von Neuss von Conradius Pfettisheim

- Mai: Karl der Kühne von Burgund bricht die am 29. Juni des Vorjahres begonnene Belagerung von Neuss ab, nachdem Kaiser Friedrich III. nach der Eroberung von Linz am 21. März in Köln eingerückt und danach mit seiner Armee vor der Stadt erschienen ist. Am 28. Juni wird in Köln ein Präliminarfriede zur Beendigung der Kölner Stiftsfehde geschlossen, in dem Karl auf Neuss verzichtet.
- 22. Juni: Adolf von Kleve wird vom Burgunderherzog Karl dem Kühnen zum Generalstatthalter der Burgundischen Niederlande ernannt.
- 29. August: England und Frankreich schließen den Vertrag von Picquigny zur formalen Beendigung des 1453 „eingeschlafenen“ Hundertjährigen Krieges. Die Engländer lassen sich ihren Rückzug und die Aufkündigung des Bündnisses mit Karl dem Kühnen mit der einmaligen Zahlung von 75.000 Goldkronen und einer jährlichen Rente von 50.000 Goldkronen bezahlen.
- 13. November: In der Schlacht auf der Planta in den Burgunderkriegen besiegen die Eidgenossen gemeinsam mit dem Wallis die mit Karl dem Kühnen von Burgund verbündete Herzogin Yolanda von Savoyen. Die Folgen sind für das Herzogtum Savoyen verheerend: In den Tagen nach der Schlacht erobern die Walliser das ganze Unterwallis bis Saint-Maurice und besetzen den strategisch wichtigen Grossen St. Bernhardpass ohne nennenswerten Widerstand. Am 1. Dezember vermittelten Bern und Freiburg mit der Herzogin Yolanda von Savoyen einen Waffenstillstand.
- 19. Dezember: Der von König Ludwig XI. des Hochverrats angeklagte und zum Tod verurteilte Ludwig I. von Luxemburg, ein Connétable von Frankreich, wird auf der Place de Grève in Paris enthauptet.

#### Osteuropa

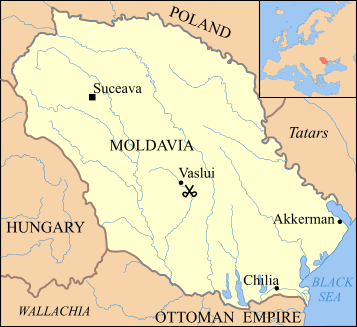
Schlacht von Vaslui, Orientierungskarte

- 10. Januar: Ștefan cel Mare, der Wojwode des Fürstentums Moldau, schlägt bei Vaslui ein überlegenes, von Sultan Mehmed II. gegen ihn in Marsch gesetztes osmanisches Heer.
- Das Khanat der Krim gerät unter osmanische Herrschaft.
- Mit dem Fürstentum Theodoro auf der Krim erobern die Osmanen das letzte unabhängige Territorium des byzantinischen Reichs.

#### Asien
- Islam auf den Philippinen: Shariff Mohammed Kabungsuwan von Johor, ein Mitglied des Königshauses von Malakka, dringt in das Zentralland von Mindanao im Süden der Philippinen vor. Er heiratet dort eine einheimische Prinzessin und gründet das Sultanat von Maguindanao.

### Wirtschaft
- Für Sachsen, Meißen und Thüringen wird in der wieder eröffneten Münzstätte Zwickau erstmals der Spitzgroschen geprägt.
- Die Dornmühle bei Fränkisch-Crumbach wird als Getreidemühle erstmals erwähnt.

### Wissenschaft und Technik
Papst Sixtus IV. regelt mit der Bulle Ad decorem militantis Ecclesiae am 15. Juni die Struktur der umfangreichen Vatikanischen Bibliothek und bestimmt Bartolomeo Platina zu ihrem ersten Bibliothekar.

### Kultur

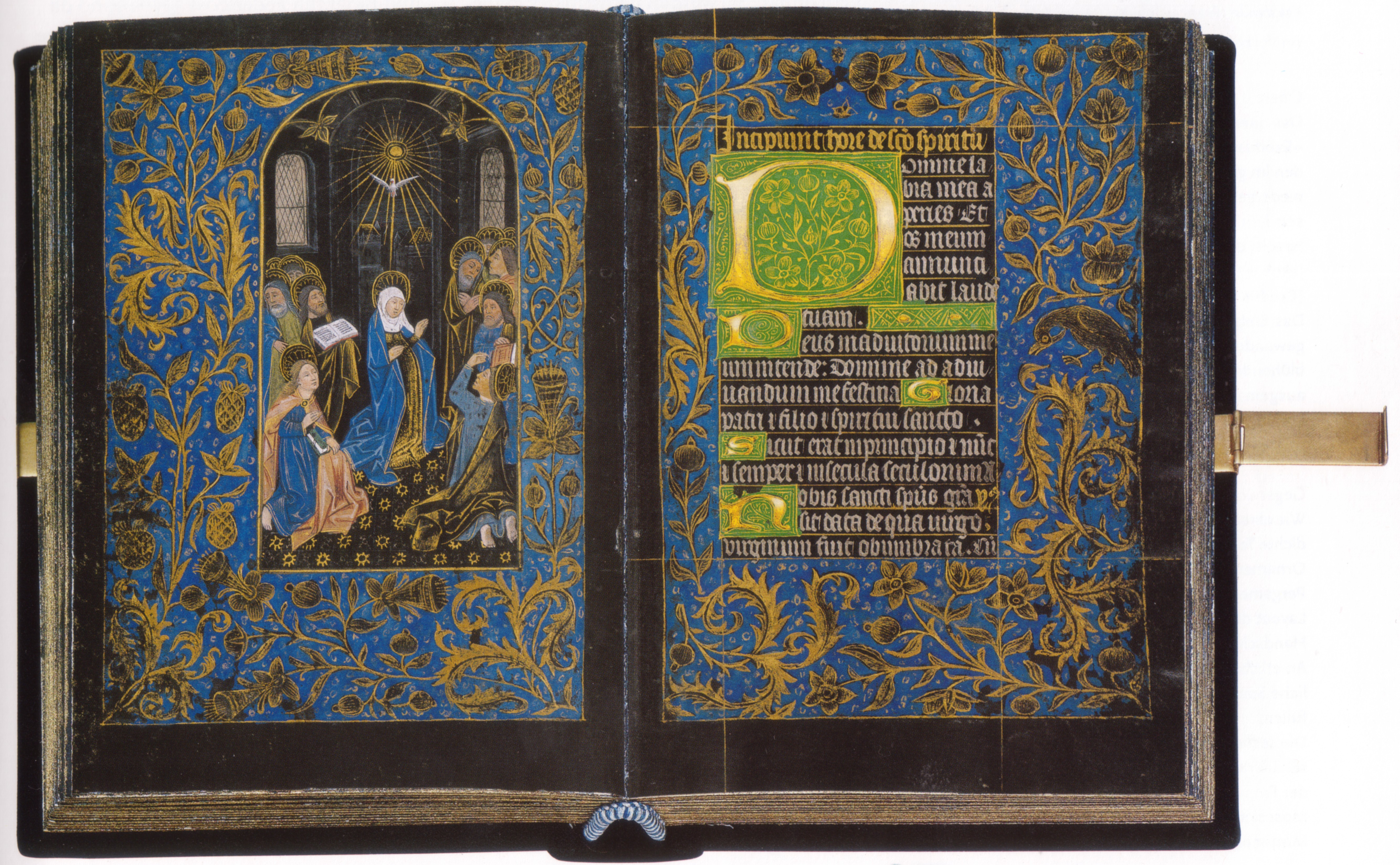
Schwarzes Stundenbuch

Um 1475 entsteht im Umfeld des Buchmalers Willem Vrelant in Brügge das Schwarze Stundenbuch. Es ist eines der nur wenigen erhaltenen Stundenbücher, die in einer aufwendigen und ungewöhnlichen Weise mit geschwärzten Seiten geschaffen wurden. Es gilt als eines der Hauptwerke der gotischen Buchmalerei. Der namentlich nicht bekannte Buchmaler, der das Schwarze Stundenbuch der Morgan Library geschaffen hat, wird als Meister des Schwarzen Stundenbuches bezeichnet. Der Auftraggeber ist ebenfalls unbekannt, er lässt sich lediglich dem Umkreis des burgundischen Hofes Karls des Kühnen zuordnen.
Um 1475 fertigt Leonardo da Vinci eine Zeichnung mit dem Namen Condottiero (Profilo di capitano antico). Ebenfalls um 1475 entsteht ein Porträt, genannt Condottiere, von Antonello da Messina.
In der Werkstatt des Andrea del Verrocchio entsteht die Taufe Christi unter Mitarbeit von Leonardo da Vinco sowie eventuell einer weiteren Person.

### Gesellschaft
- 26. März: Der Tod des dreijährigen Simon Unverdorben in Trient führt zu einer Ritualmordlegende und zur Verhaftung, Folterung und Hinrichtung mehrerer Mitglieder der jüdischen Gemeinde der Stadt. Die antijüdischen Hasspredigten des Franziskaners Bernhardin von Feltre haben den Untergang zahlreicher jüdischer Gemeinden, neben Trient auch in Perugia, Gubbio und Ravenna zur Folge.

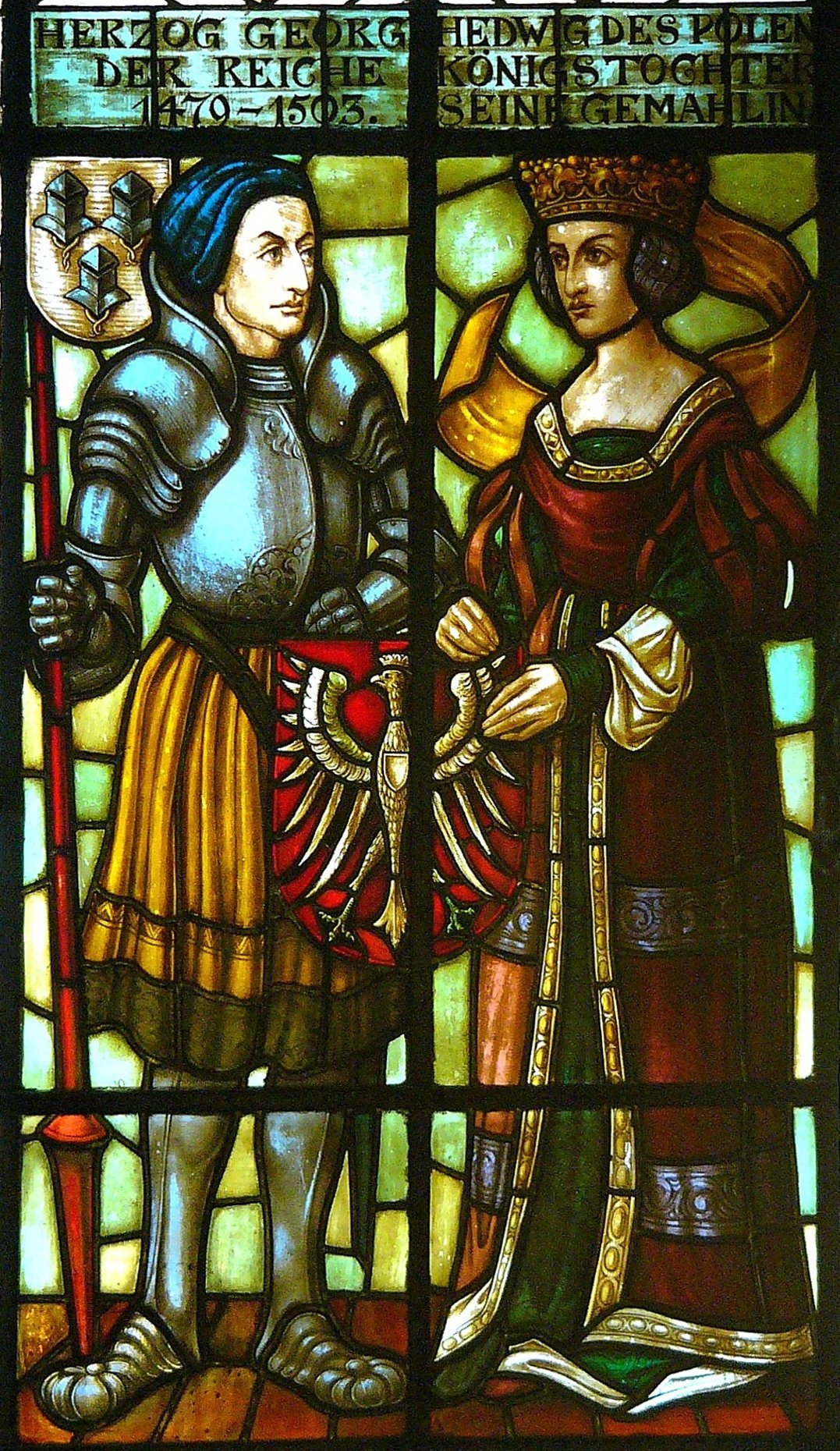
Georg der Reiche und Hedwig von Polen in einem Fenster des Landshuter Rathauses

- 14. November: Georg der Reiche, der spätere Herzog von Bayern-Landshut, nimmt Jadwiga, die Tochter des polnischen Königs Kasimir IV., zur Frau. Das Hochzeitsfest in Landshut dauert 8 Tage, es werden 323 Ochsen, 1.758 Schafe, 1.537 Lämmer, 490 Kälber und 40.000 Hühner verspeist. Bis heute wird alle vier Jahre dieses Hochzeitsfestes gedacht.

### Religion
- 1475 ist das erste der von Papst Paul II. im Jahr 1470 festgelegten Jubeljahre der katholischen Kirche. Ab diesem Zeitpunkt soll das von Bonifatius VIII. im Jahr 1300 erfundene Jubeljahr unabänderlich alle 25 Jahre stattfinden.
- Unter Papst Sixtus IV. beginnt der Bau der nach ihm benannten Sixtinischen Kapelle. Die Pläne für den 1483 abgeschlossenen Bau stammen von Baccio Pontelli.
- Der dominikanische Inquisitor Jakob Sprenger gründet die zweite Rosenkranzbruderschaft.

## Geboren

### Geburtsdatum gesichert
- 25. Februar: Edward Plantagenet, 17. Earl of Warwick, Neffe der beiden letzten englischen Könige aus dem Haus York († 1499)

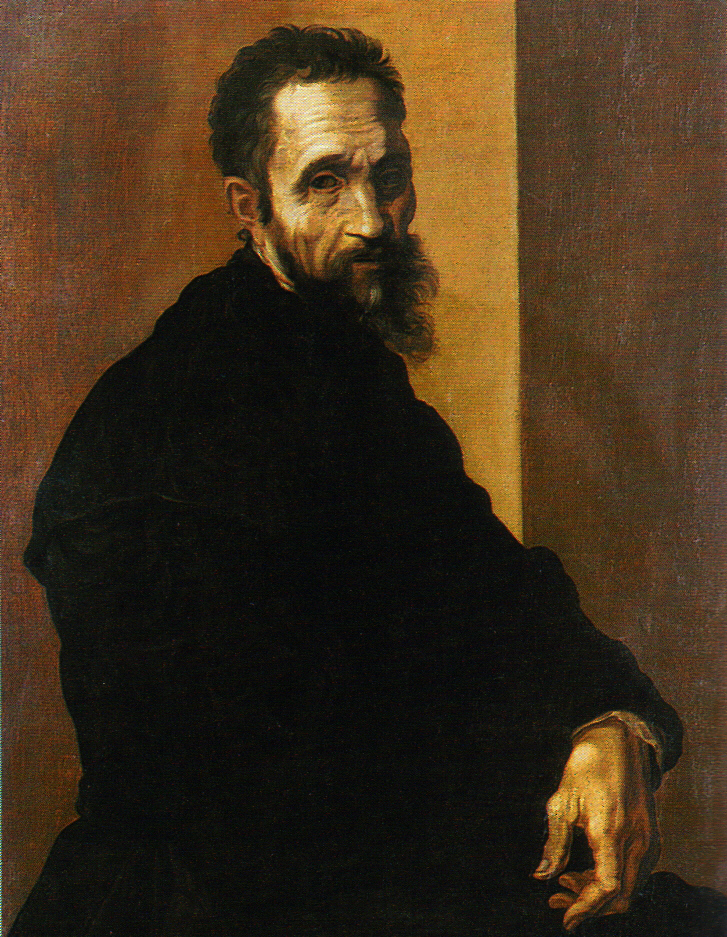
Michelangelo Buonarroti, um 1535

- 06. März: Michelangelo Buonarotti, italienischer Maler, Bildhauer, Architekt und Dichter († 1564)
- 18. Mai: Alfons, Infant von Portugal, gesamtiberischer Thronfolger († 1491)
- 29. Juni: Beatrice d’Este, Fürstin von Mailand († 1497)
- 06. September: Sebastiano Serlio, italienischer Architekt und Architekturtheoretiker († um 1554)
- 13. September: Cesare Borgia, italienischer Renaissanceherrscher († 1507)
- 09. Oktober: Giovanni Piccolomini, Erzbischof von Siena († 1537)
- 20. Oktober: Giovanni Rucellai, italienischer Dichter († 1525)
- 02. November: Anne of York, englische Prinzessin († 1511)
- 23. November: Clemens Sender, Augsburger Geschichtsschreiber († 1537)
- 11. Dezember: Giovanni de’ Medici, unter dem Namen Leo X. Papst († 1521)
- 24. Dezember: Thomas Murner, deutscher Schriftsteller und Theologe († 1537)
- 31. Dezember: Gendün Gyatsho, zweiter Dalai Lama († 1542)

### Genaues Geburtsdatum unbekannt
- Gottschalk von Ahlefeldt, letzter katholische Bischof von Schleswig († 1541)
- Enrique de Arfe, deutscher Goldschmied († 1545)
- Vasco Núñez de Balboa, spanischer Konquistador († 1519)
- Agnes Frey, Nürnberger Kunsthändlerin und Ehefrau Albrecht Dürers († 1539)
- James Hamilton, 1. Earl of Arran, schottischer Adeliger († 1529)
- Kaspar Sturm, kaiserlicher Reichsherold († 1552)

### Geboren um 1475
- 1472/75: Martin Waldseemüller, deutscher Kartograph († 1520)
- Anne Meinstrup, dänische Oberhofmeisterin († 1535)
- Jan Mostaert, niederländischer Maler († 1555)

## Gestorben

### Erstes Halbjahr
- 12. Januar: Phélise Regnard, französische Adelige und Mätresse des französischen Thronfolgers (* um 1424)
- 15. Januar: Gendün Drub, tibetischer buddhistischer Mönch, Begründer und erster Abt des Klosters Trashilhünpo, posthum zum ersten Dalai Lama erklärt (* 1391)
- 03. Februar: Johann IV., Graf von Nassau-Dillenburg (* 1410)
- 04. Februar: Giovanni Andrea Bussi, italienischer Prälat und Humanist (* 1417)
- 04. Februar: Georg I. von Schaumberg, Fürstbischof von Bamberg (* 1390)
- 24. Februar: Karl I., Markgraf von Baden (* 1427)
- 20. März: Georges Chastellain, Dichter und Chronist am burgundischen Hof (* 1405)
- 06. Mai: Dierick Bouts, niederländischer Maler (* 1415)
- 14. Mai: Shinkei, japanischer Dichter (* 1406)
- 25. Mai: Elisabeth von Hanau, Gräfin von Hohenlohe-Weikersheim (* um 1395)
- 13. Juni: Johanna von Portugal, Infantin von Portugal und Königin von Kastilien (* 1439)
- 21. Juni: Shin Suk-ju, koreanischer Politiker, Maler und neokonfuzianischer Philosoph (* 1417)

### Zweites Halbjahr
- 24. Juli: Albrecht von Eyb, deutscher Humanist, Jurist und Schriftsteller (* 1420)
- 07. August: Niklaus von Diesbach, Schultheiss von Bern (* 1430)
- 15. August: Gijsbrecht van Brederode, Bischof von Utrecht, Propst in Brügge und in Maastricht (* 1416)
- 18. August: Gerhard, Graf von Ravensberg, Herzog von Jülich und Berg (* 1416/17)

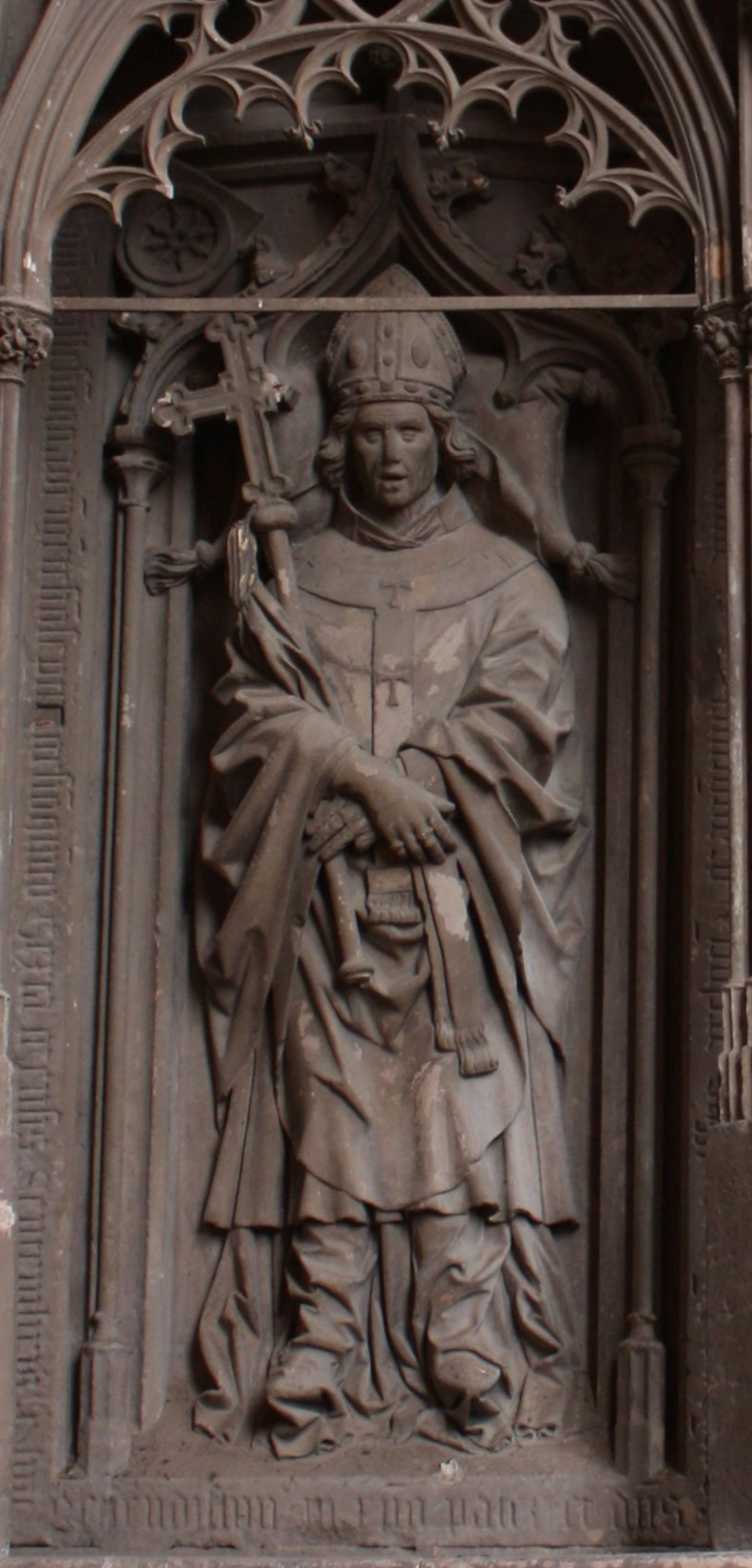
Grabplatte mit der Darstellung Adolfs II. im Kloster Eberbach

- 06. September: Adolf II. von Nassau, Erzbischof von Mainz (* um 1423)
- 000September: Henry Holland, 3. Duke of Exeter, englischer Adeliger und Heerführer des Hauses Lancaster (* 1430)
- 27. Oktober: Guillaume de Chalon-Arlay, Fürst von Orange
- 04. November: Bartolomeo Colleoni, italienischer Condottiere (* um 1400)
- 12. November: Johanna von Rosental, böhmische Königin
- 10. Dezember: Paolo Uccello, italienischer Maler (* 1397)
- 13. Dezember: Johann von Pfalz-Simmern, Bischof von Münster und Erzbischof von Magdeburg (* um 1429)
- 19. Dezember: Ludwig I. von Luxemburg, Graf von Saint-Pol, Brienne, Conversano und Ligny und Herzog von Guise, Connétable von Frankreich (* 1418)
- 28. Dezember: Johann II. von Pernstein, mährischer Adliger (* um 1406)

### Genaues Todesdatum unbekannt
- Apel Vitzthum der Jüngere, deutscher Ritter (* vor 1425)
- Radu cel Frumos, Herrscher der Walachei (* 1437/1439)